# Guimbal Cabri G2
Pour les articles homonymes, voir Cabri (homonymie).
Le Cabri G2 est un hélicoptère léger biplace de la firme Guimbal, construit principalement en matériaux composites et utilisant un moteur à pistons de 145 ch. Sa conception a fait appel à plusieurs avancées technologiques du domaine aéronautique qui ont été appliquées à l’hélicoptère (rotor tripale à articulation sur butées sphériques, rotor anticouple caréné, régulateur de régime moteur, allumage électronique, glass cockpit…) et en matière de sécurité (conception anti-crash et anti-feu). Le Cabri G2 est un hélicoptère certifié et répond aux exigences de la norme CS-27.

## Développement
Le Cabri G2 a été entièrement étudié et réalisé par Bruno Guimbal, alors jeune ingénieur à Aérospatiale Hélicoptères. Un premier avant-projet a été imaginé alors qu’il était encore à l’École Supérieure des Techniques Aérospatiales, puis les différentes étapes de ce projet ont été franchies progressivement. Bruno Guimbal a obtenu le soutien de son entreprise, alors Eurocopter-France (ECF).
Le Cabri 001, premier exemplaire et démonstrateur, a été essayé pendant quatre ans, d’abord à ECF-Marignane, puis par B. Guimbal à titre personnel, après que les problèmes de jeunesse eurent été résolus. Ce démonstrateur totalise près de 150 heures de vol avec 18 pilotes, dont 3 d’essais, et 41 passagers. Il détient depuis le 22 mai 1996 le record du monde de distance pour un hélicoptère de moins de 500 kg. Il fut finalement arrêté en fin de programme d’essais.
Au vu des performances de la machine et du marché potentiel, la société Hélicoptères Guimbal fut créée en octobre 2000 afin de poursuivre les études de définition d’un appareil de série et de l’industrialiser. Le modèle de présérie, premier Cabri G2 à sortir de l’atelier de Hélicoptères Guimbal, le F-WYHG, reprend donc les avancées faites sur le démonstrateur dans une optique d’industrialisation.

## Industrialisation
En décembre 2007, le DOA (Design Organisation Approval) est obtenu le 6 et la certification le 14, avec remise officielle le 15 lors de la cérémonie d'inauguration du nouveau hall dédié à l'hélicoptère au Musée de l'Air et de l'Espace au Bourget.
Le 19 septembre 2008 a lieu la livraison du premier Cabri aux Milles pour l'école de pilotage de la compagnie aérienne iXAir.
Le 18 mai 2015 une cérémonie a lieu pour la livraison du 100e Cabri G2 à Héli Transair.
Le 20 octobre 2016, la DCNS et Airbus Helicopters annoncent qu'ils utilisent la base du G2 pour créer le drone VSR700 destiné à la Marine nationale française.
Au 11 juillet 2019, le Cabri G2 détenait 40% du marché des biplaces, en dépit de son coût (400 000 euros environ pour un engin tout équipé). Le Cabri G2 est en revanche économique à l'heure de vol. Le premier exemplaire a dépassé les 6 500 heures. 
Le 7 juillet 2022 a lieu la livraison du 300e Cabri.

## Utilisateurs
En 2019, les trois quarts des acheteurs du Cabri G2 sont des écoles de pilotage. Cependant, quelques compagnies aériennes importantes ont acquis plusieurs machines, comme le chinois HNA, propriétaire de la compagnie aérienne Hainan Airlines (flotte de 233 Airbus). 
Plusieurs armées utilisent aussi le Cabri pour la formation, comme le Viêt Nam ou la Pologne, ou pour la surveillance : la Chine en a équipé ses garde-côtes. Dans le domaine militaire, cependant, le principal débouché du G2 reste Airbus Helicopters. Le Cabri G2 a en effet été choisi en raison de ses performances et sa fiabilité comme base du drone VSR700 fabriqué pour le compte de Naval Group et la Marine nationale.

## Records
Le 21 août 2005 à Rouen (Seine-Maritime), le pilote d'essai Olivier Gensse à bord du Cabri G2 no 1001 a battu deux records du monde pour hélicoptère de moins de 500 kg : celui d'altitude et celui de montée à 3 000 m en 6 min 42 s.

## Galerie photographique

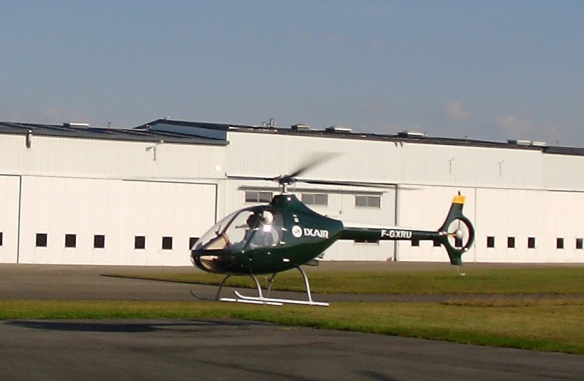
Un Cabri G2 au sol
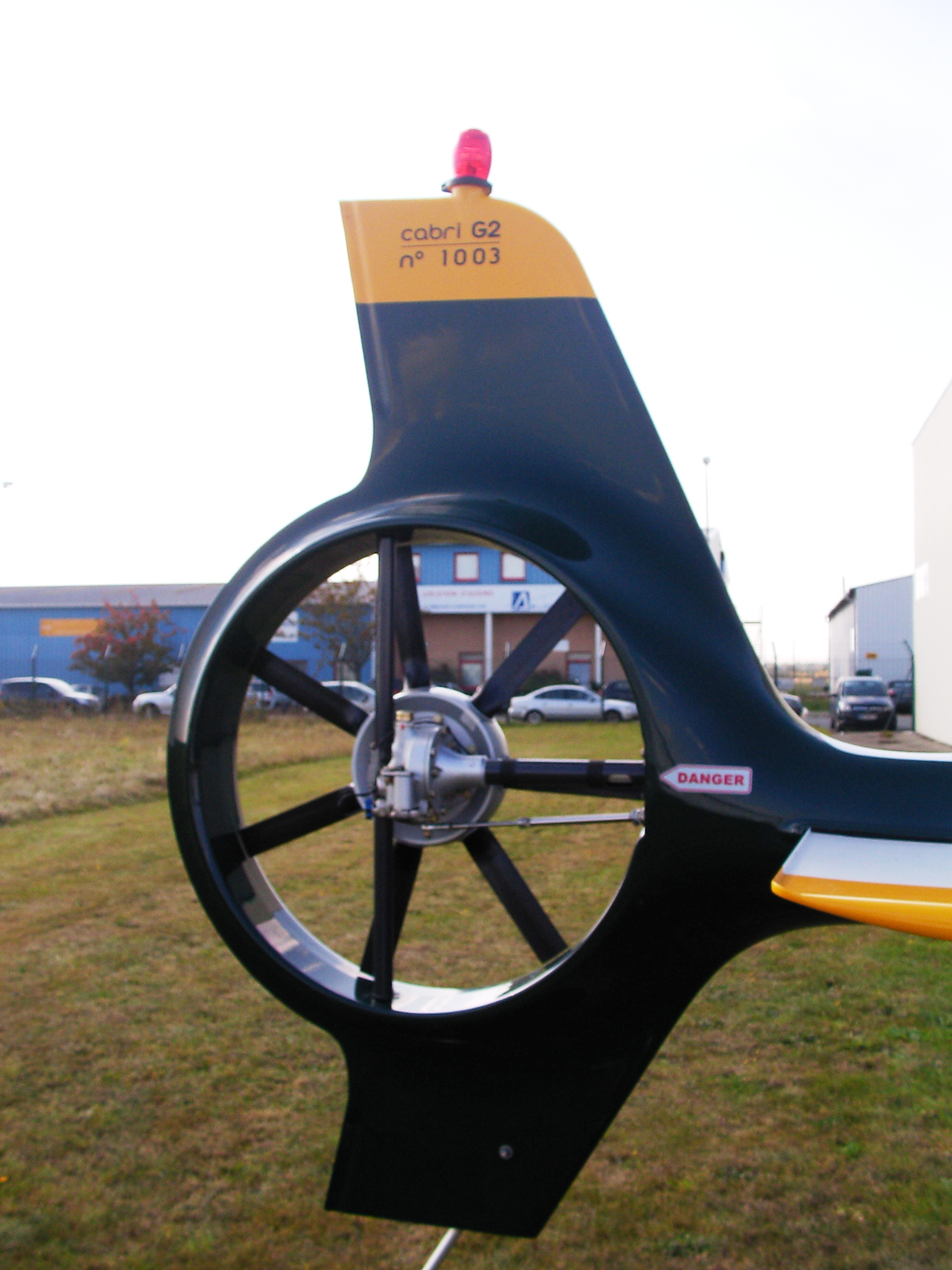
Le fenestron du Cabri G2
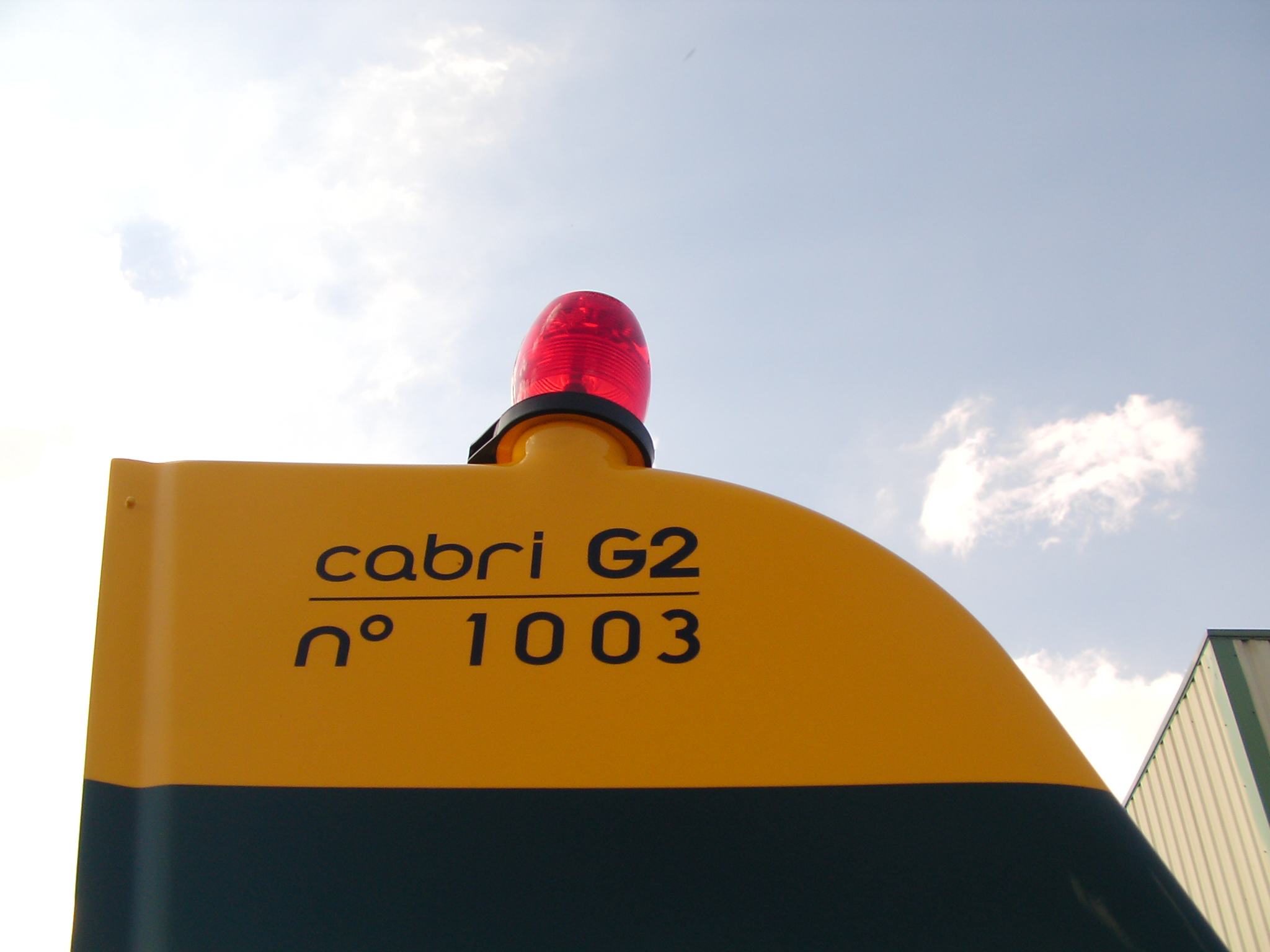
Cabri G2
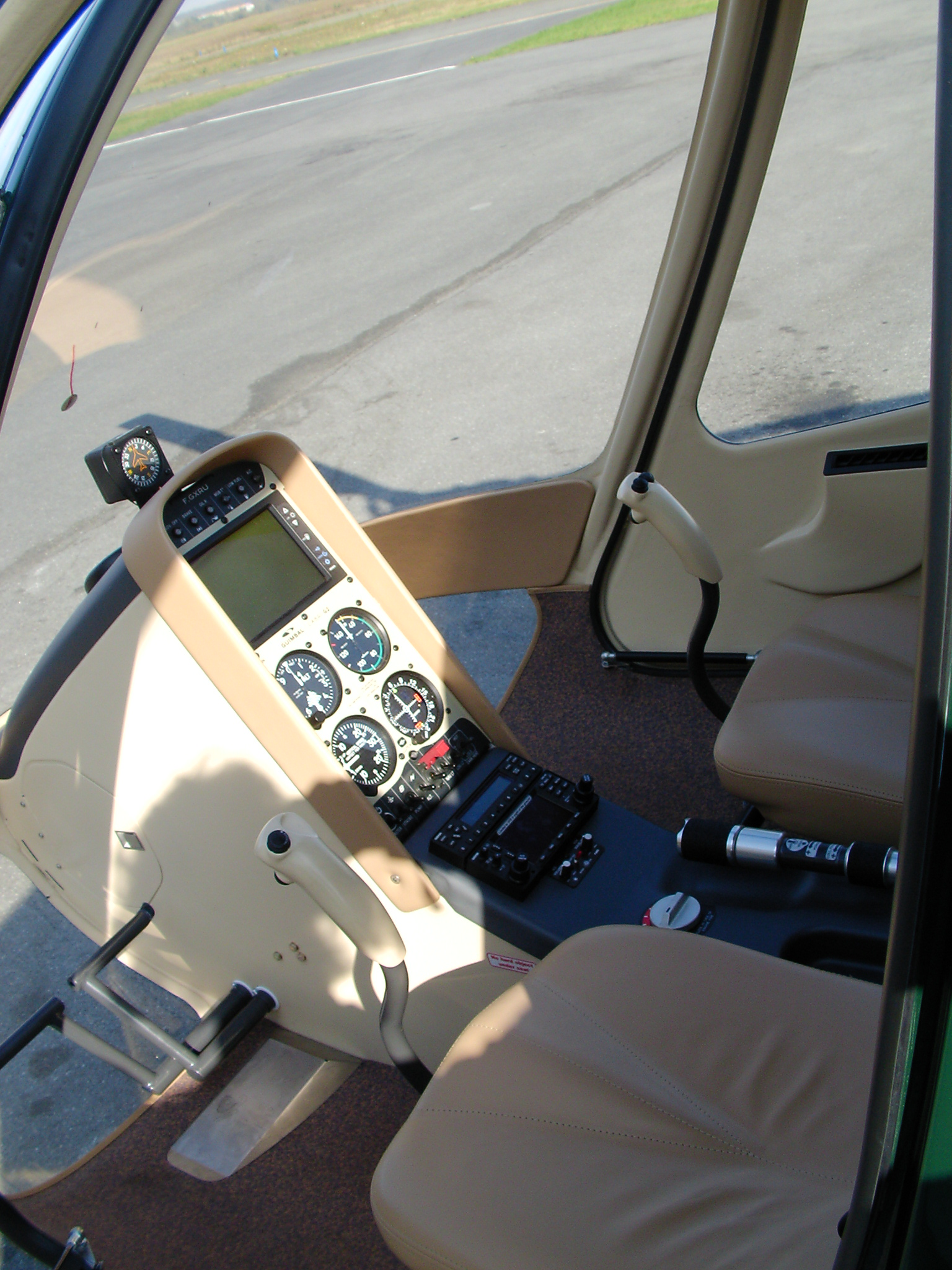
Vue du cockpit
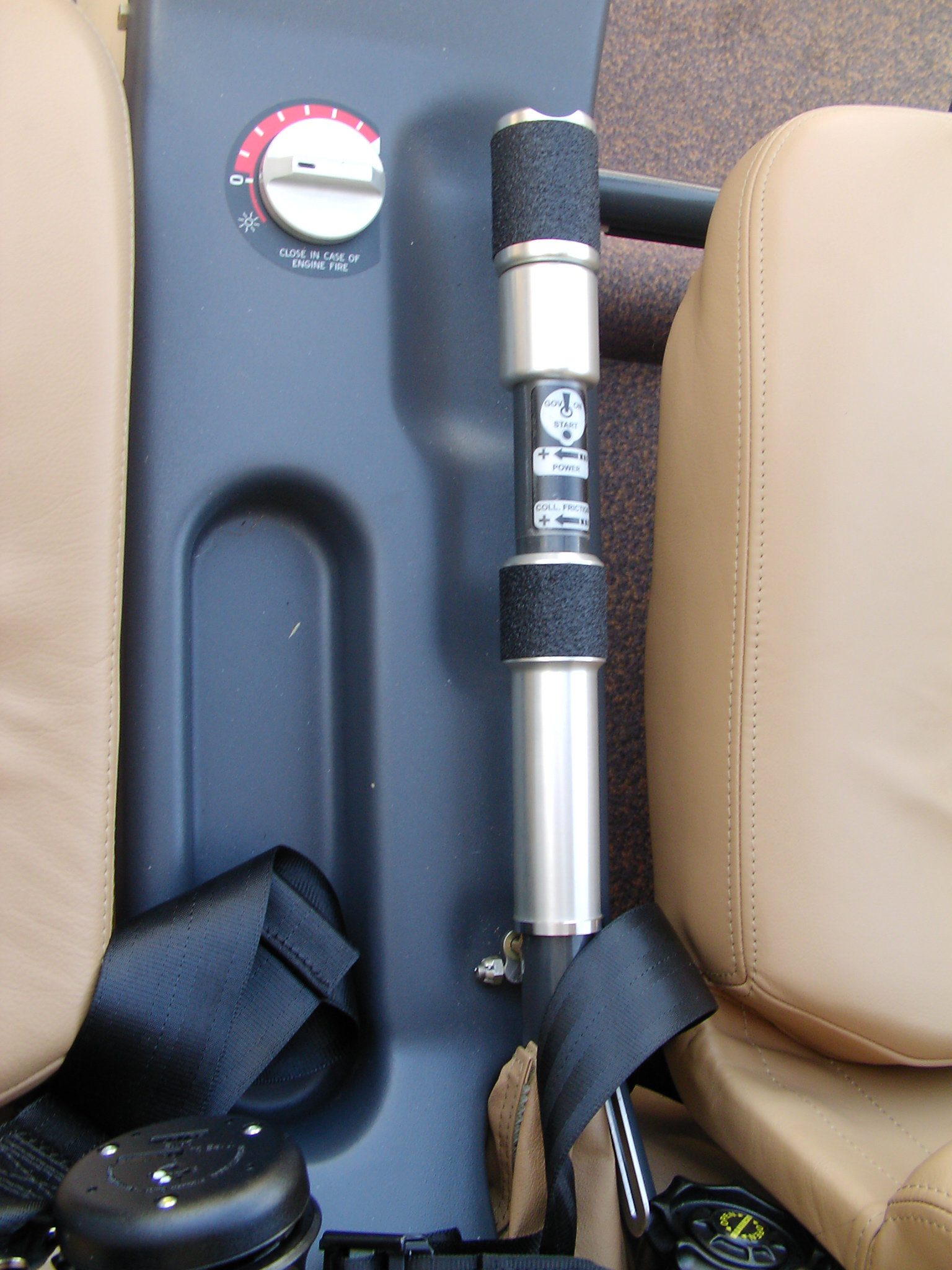
Cabri G2
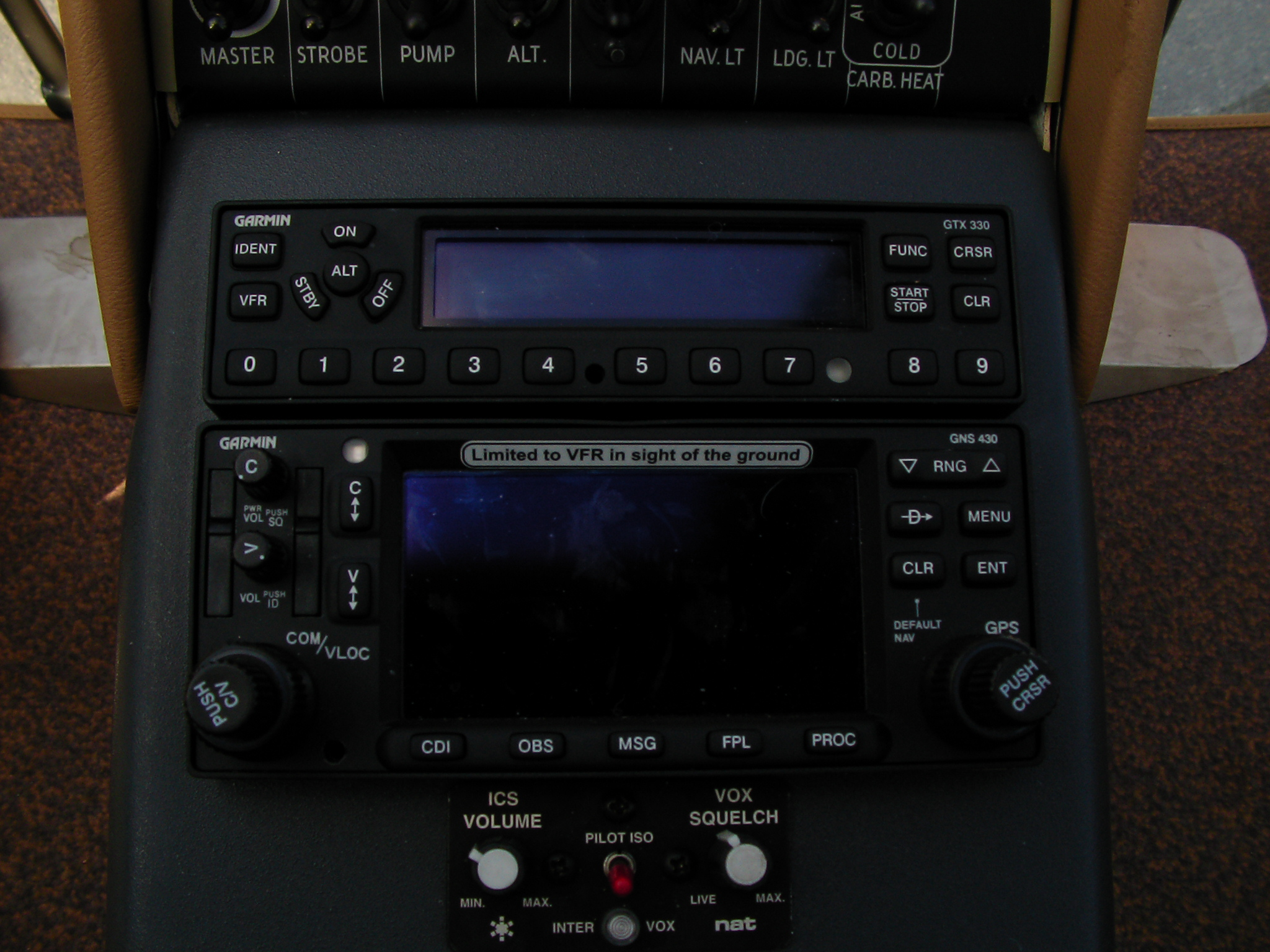
Cabri G2
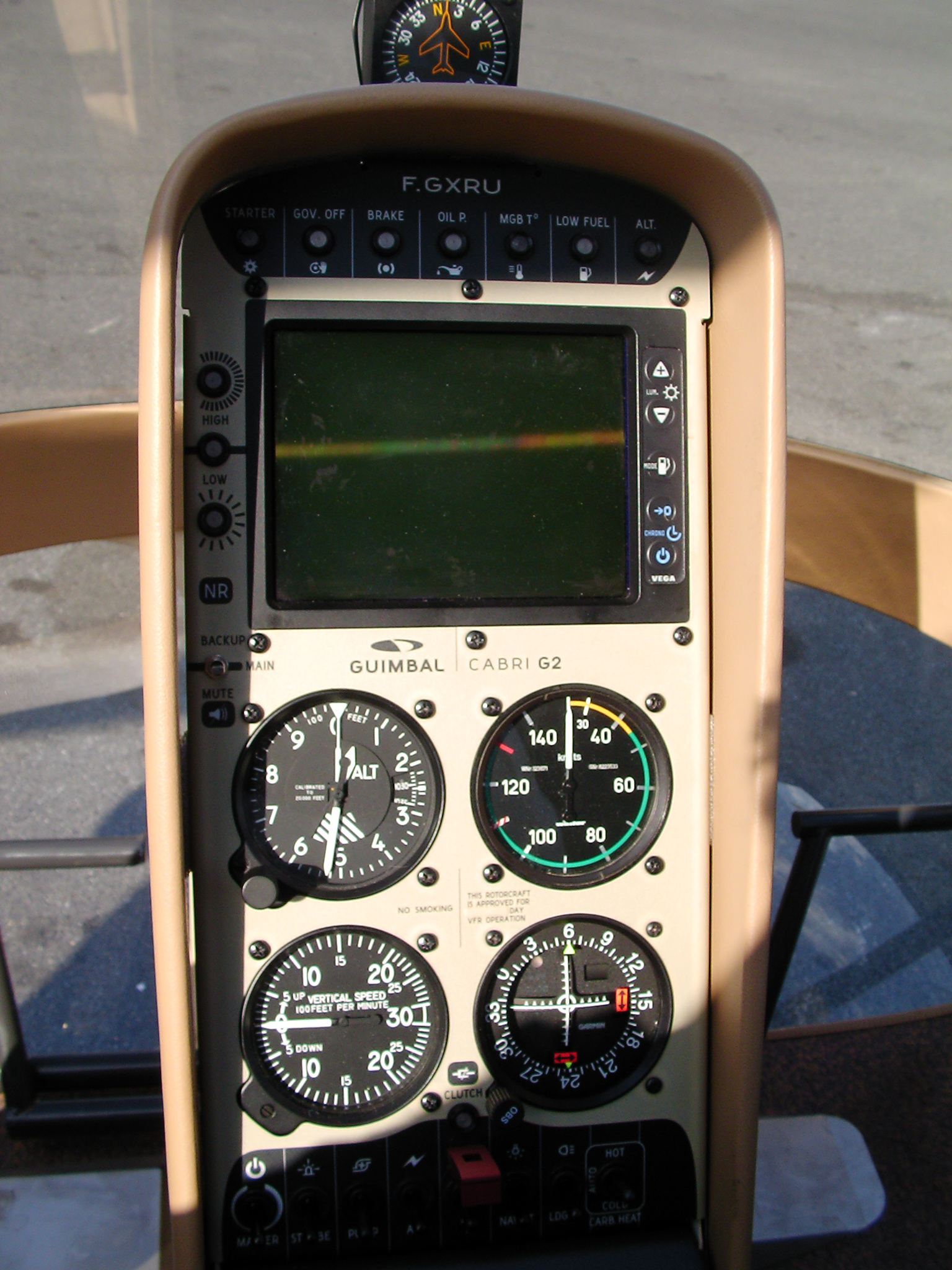
Le tableau de bord
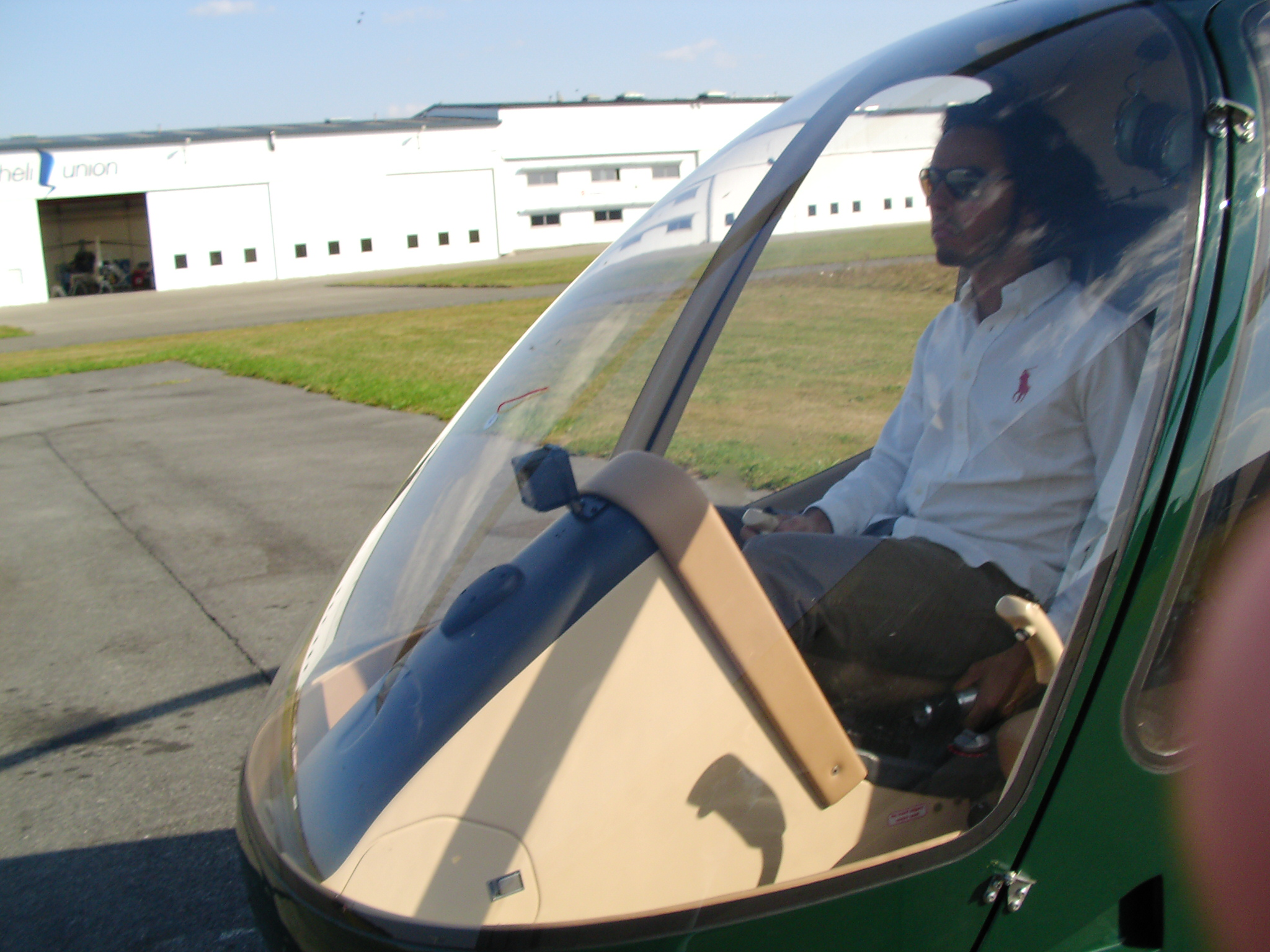
Cabri G2
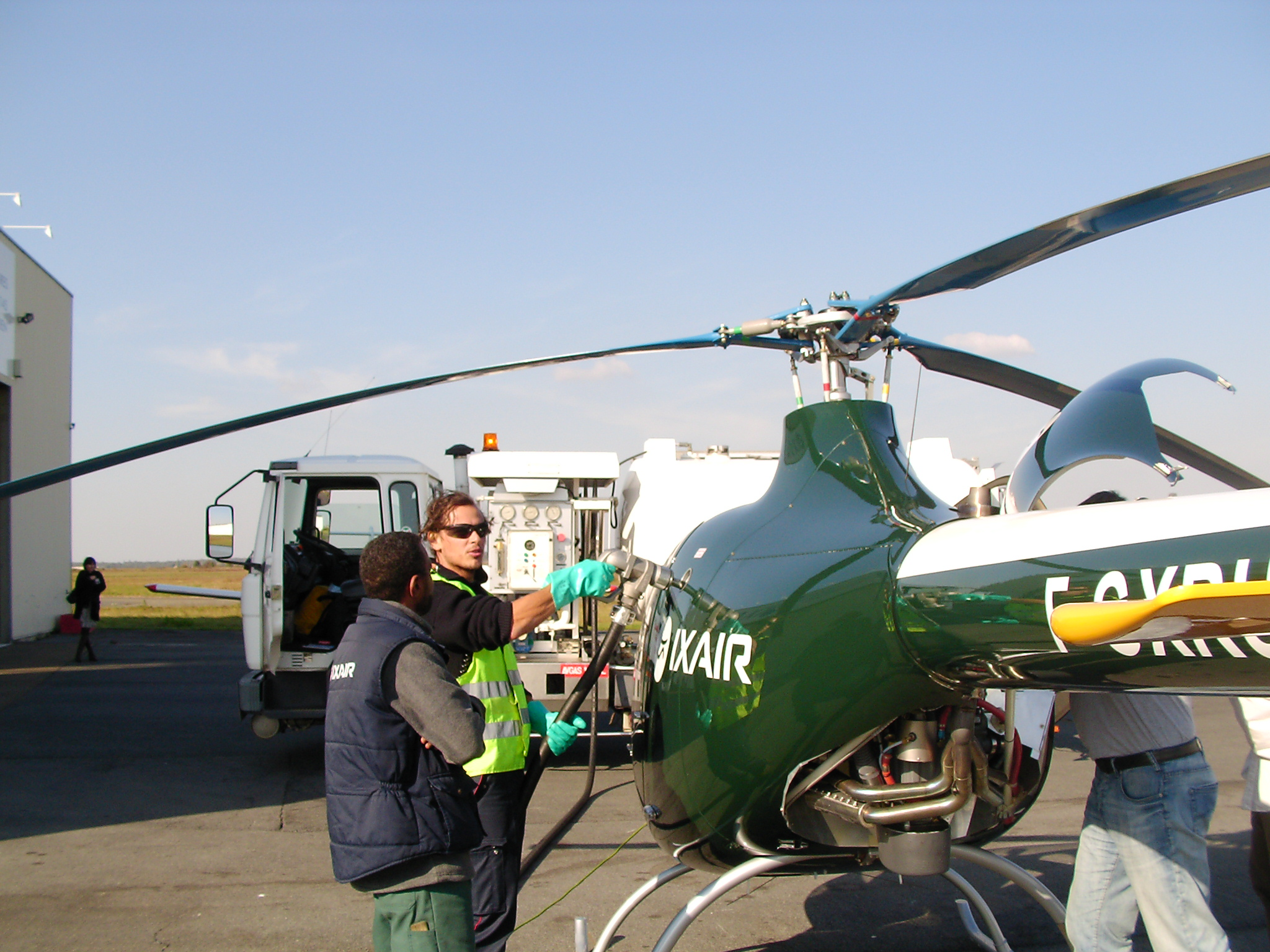
Avitaillement en carburant
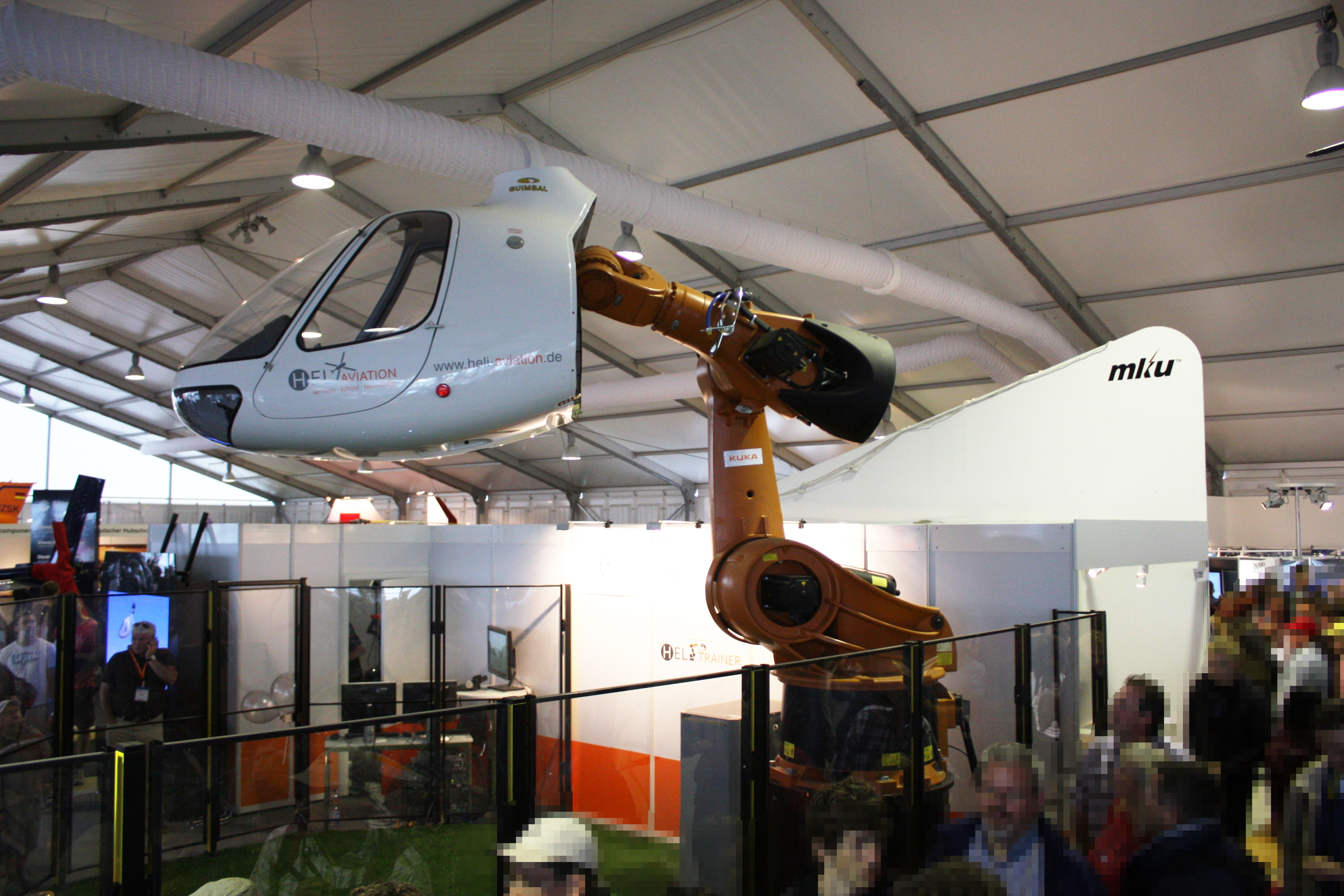
Le simulateur de vol de Cabri est relié à un bras robotisé